# Puschkinia peshmenii
Puschkinia peshmenii là một loài thực vật có hoa trong họ Măng tây. Loài này được Rix & B.Mathew mô tả khoa học đầu tiên năm 2007.